# Macintosh Quadra 840AV
A Macintosh Quadra 840AV asztali számítógépet az Apple gyártotta és forgalmazta 1993. július 29. és 1994. július 18. között 12 hónapon keresztül. A Macintosh Quadra 840AV a Macintosh Quadra számítógép-családba tartozott.

## Története
A fejlesztés során Cyclone kódnévre hallgató Quadra 840AV nevében az AV az audio (hang) és videó ki/bemeneti képességet jelölte. A Quadra 840AV – 40 MHz Motorola 68040, AT&T 3210 DSP (digitális jelfeldolgozó), 1 MB video RAM, System 7.1 operációs rendszer, QuickTime, 8 MB RAM, NuBus 90 bővítőhely, 230 MB merevleme – ára 4069 dollár volt.
A Quadra 840AV-val egyszerre mutatták be Centris 660AV-t. A 840AV ugyanolyan minitorony formájú volt, mint a Quadra 800. A Quadra 840AV gyártása nem sokkal a PowerPC-alapú Power Macintosh bemutatása után leállt. A Power Macintosh 8100/80AV ugyanazt a funkcionalitást biztosítja ugyanabban a formában, de lényegesen magasabb árfekvésű volt. Árban a 7100/66AV volt a 840AV-ével közeli, de az a gépet IIvx stílusú asztali házzal gyártották.

## Technikai leírás
A bézs színű gép súlya 11,5 kg, magassága 356 mm, szélessége 196 mm és mélysége 400 mm volt. A Quadra 840AV számítógépet egymagos 40 MHz-es Motorola 68040 processzor vezérelte (L2 cache: 8kB),  A teljesítményt AT&T 3210 co-processzor növelte. A gépet beépített memória nélkül gyártották, maximálisan 128MB (60ns) kezelésére volt képes a gyári specifikáció szerint, a bővítéshez 4 hely (slot) állt rendelkezésre. A számítógépnek nem volt saját kijelzője. Az adatokat a 230MB belső merevlemezre lehetett elmenteni. Külső adattárolási lehetőséget az 1,44-es hajlékonylemez meghajtó (floppy-drive) kínált. Adatok beolvasását tette lehetővé a kétszeres sebességű CD-olvasó. A gépet System 7.1 operációs rendszerrel szállította az Apple.  Csatlakozók: egy AAUI-15, egy ADB, két soros port, egy DB-25 SCSI-hoz, kijelzőhöz egy DB-15, egy 3,5 mm-es jack audió bemenet, egy 3,5 mm-es jack audió kimenet. 3xNuBus, Egy DAV eszköz beépítéséhez alakítottak ki helyet.

## A számítógép adatai
A táblázat nem tartalmazza az összes műszaki paramétert. Az egyes modelleknél a bemutatáskor érvényes adatokat soroljuk fel, a későbbi frissítéseket nem. Az eszköz technikai paraméterei a MacTracker alkalmazásból származnak.
| Gép nevebemutatva kivezetve               | Méretmagasság szélesség mélység súlySzín | Processzorprocesszor órajel, mag L1 és L2 cache társprocesszor | Háttértármerevlemezkülső adathordozó | Eredeti operációs rendszer | Memóriaalap max. @sebességhely    | Kijelzőmérete felbontása | Grafikakártyamemória kimenet | CsatlakozókEthernet, ADB, soros, SCSI, párhuzamos, FDD, kijelző, hang be/ki, belső mikrofon, hangszóró                                             | Bővíthetőségkártyahelybelső öbölkülső csatlakozó |
| ----------------------------------------- | ---------------------------------------- | -------------------------------------------------------------- | ------------------------------------ | -------------------------- | --------------------------------- | ------------------------ | ---------------------------- | --- | ------------------------------------------------ |
| Quadra 840AV1993. júl. 29. 1994. júl. 18. | 356 mm 196 mm 400 mm 11,5 kg bézs        | Motorola 68040 @40 MHz és 1 mag L1 8kB, AT&T 3210              | 230MB HDD 2xCD-ROM 1,44 floppy       | System 7.1                 | nincs alap max: 128MB @60ns4 hely | nincs kijelző            | 1MB 1 DB–15                  | * AAUI-15 (Ethernet) * 1 ADB * 2 soros * 1 D–25 (SCSI) * 1 DB-15 (külső monitor) * 1 3,5 jack audió be * 1 3,5 jack audió ki * beépített hangszóró | * 3 NuBus * 1 DAV* SCSI (külső)                  |

## Macintosh Quadra számítógépek az időben
| A Macintosh Quadra számítógépek idővonalon |
| --- |
| A színek kezdete a bemutató időpontja, a forgalmazás több esetben is hónapokkal később kezdődött. Megeshet, hogy egy csík végét kitakarja egy másik csík eleje. Előfordul, hogy a gyártás befejezését követően még egy ideig forgalomban marad a gép adott verziója. |